# Niccolò Speciale
Niccolò Speciale (… - 1484) fut à plusieurs reprises vice-roi de Sicile.